# Watch Hill (Rhode Island)
Watch Hill é uma vila costeira e um local designado pelo censo na cidade de Westerly, Rhode Island.  A população era de 154 no censo de 2010. Fica no ponto mais a sudoeste de Rhode Island.  A vila ganhou destaque no final do século XIX e início do século XX como um resort de verão exclusivo, com famílias ricas construindo "chalés" em estilo vitoriano ao longo da península. Watch Hill é caracterizada pelo The New York Times como uma comunidade "com um forte senso de privacidade e de riqueza discretamente usada", em contraste com "os castelos dominantes dos muito ricos" nas proximidades de Newport.

## História

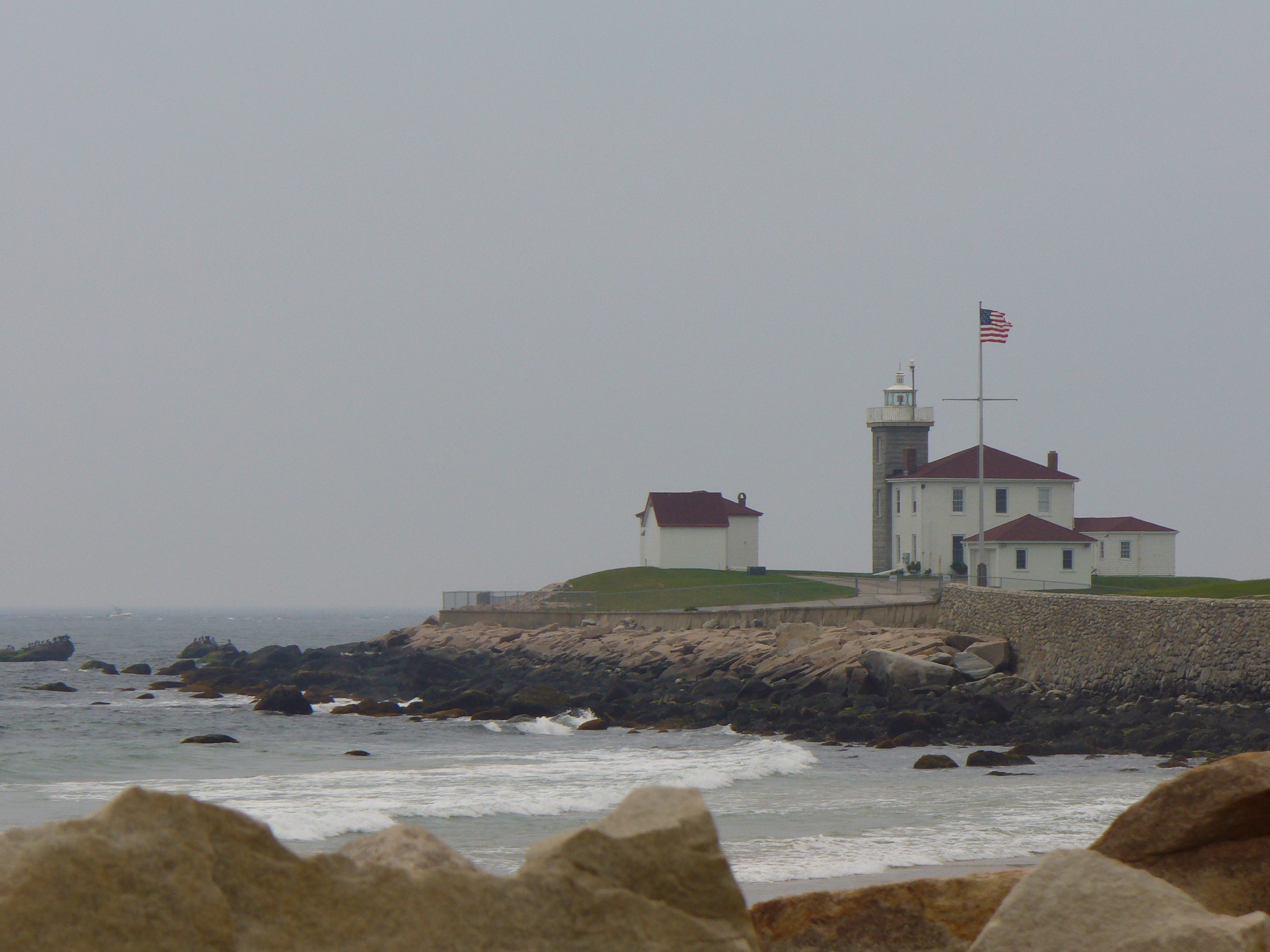
O farol de Watch Hill

A área foi ocupada por índios niânticos no século XVII, liderada por Harman Garrett . Os colonos usaram a colina como um importante mirante durante a Guerra da França e da Índia e a Guerra Revolucionária, daí o nome da comunidade. Alguns pontos de referência na vila incluem o Farol de Watch Hill, o primeiro dos quais foi construído em 1745; o Flying Horse Carousel da década de 1880, é o mais antigo carrossel de cavalos suspensos em operação nos Estados Unidos e um marco histórico nacional ; o hotel Ocean House ; e o Olympia Tea Room de 1916.

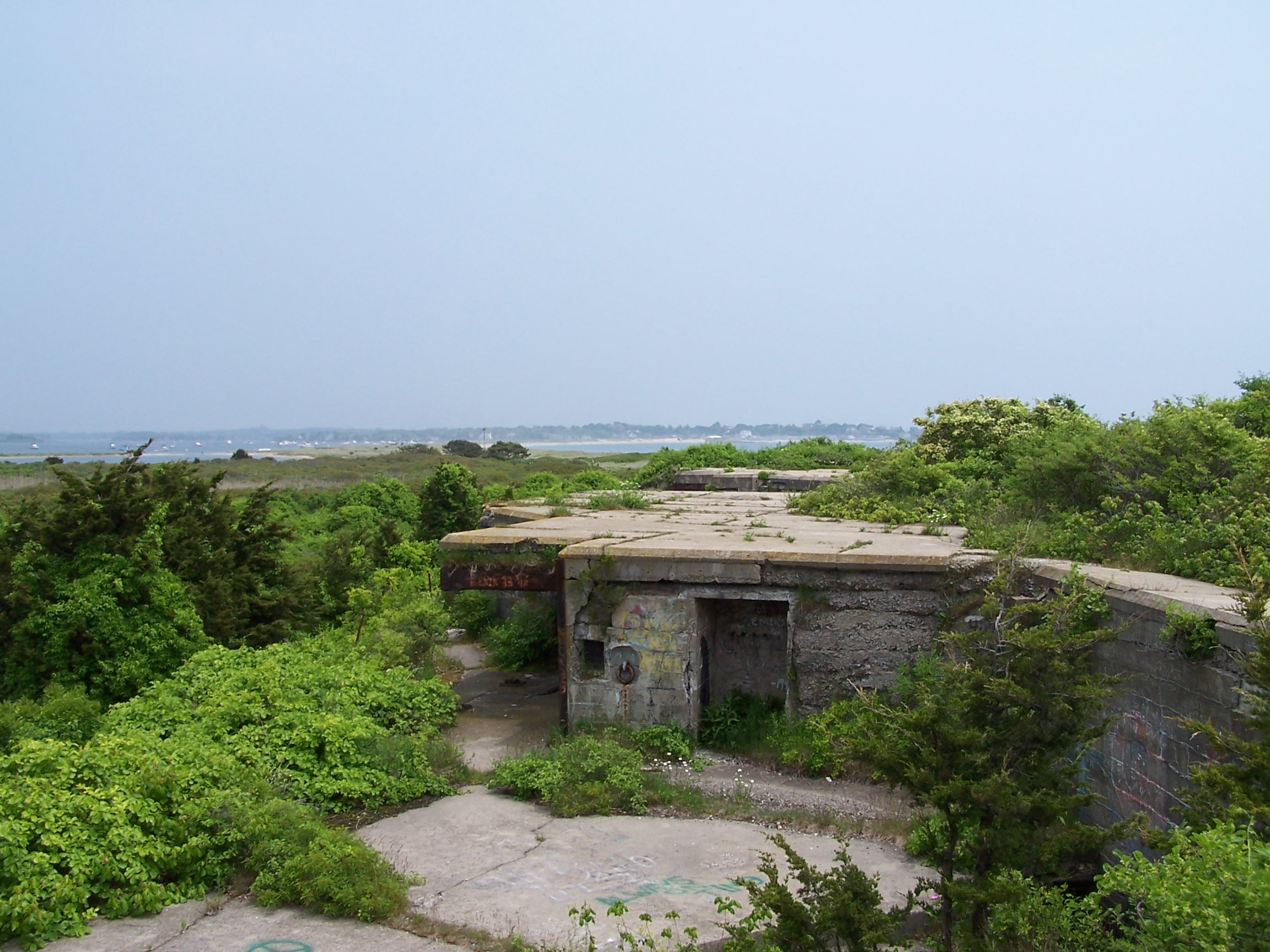
Os restos de Fort Mansfield em Napatree Point

Um ponto de interesse em Watch Hill são as ruínas de Fort Mansfield, um antigo posto de artilharia costeira situado no final de Napatree Point. Era um de uma série de fortes construídos para proteger a entrada leste de Long Island Sound como parte da rede de defesa costeira de Nova Iorque durante a Guerra Hispano-Americana.  Ele estava em operação entre 1901 e 1909, depois foi fechado ao longo de vários anos. A terra foi vendida em 1926 e todos os prédios do governo foram demolidos durante o inverno de 1928–29. As três instalações de armas de concreto foram deixadas para trás e permanecem lá até hoje, oferecendo túneis e salas subterrâneas para explorar. Ocasionalmente, na maré baixa, alguns restos podem ser vistos no Battery Connell.
A Fort Road conectou Watch Hill a Fort Mansfield, mas o furacão de 1938 o destruiu e destruiu 39 casas, os clubes de iates e praias e um pavilhão de banhos. Quinze pessoas foram mortas e outras sobreviveram agarradas a destroços, enquanto foram varridas pela baía até Connecticut. Várias brechas foram criadas em Napatree Point após a passagem do furacão. Até hoje, Sandy Point continua sendo uma ilha, e não a extensão norte de Napatree. O ponto reduzido Napatree agora é uma praia barreira, sem estradas ou casas. É aberto ao público e oferece observação de pássaros e pesca no surf.

## Geografia
Watch Hill fica no ponto mais a sudoeste de Rhode Island, em uma península atarracada que se projeta para Block Island Sound. Inclui uma península menor conhecida como Napatree Point, uma área de 1,5 milhas (2,4 km) -com uma língua longa de areia que se estende a oeste do distrito comercial de Watch Hill e Sandy Point, que já foi anexado a Napatree Point. Tanto Napatree quanto Sandy Point abrigam Little Narragansett Bay e fizeram de Watch Hill um porto popular em torno do qual o distrito comercial cresceu.
Watch Hill fica a duas horas de carro de Boston e a três horas de Nova Iorque. Em dias claros, há vistas de Montauk, Nova Iorque ao sul e Block Island, Rhode Island ao sudeste .
De acordo com o Departamento de Censo dos Estados Unidos, o CDP tem uma área total de 0,82   milhas quadradas (2,11 km²), dos quais 0,80 milhas quadradas (2,08 km²) é terra e 0,014 milhas quadradas (0,036 km²) (1,72%) é água .

## Cultura

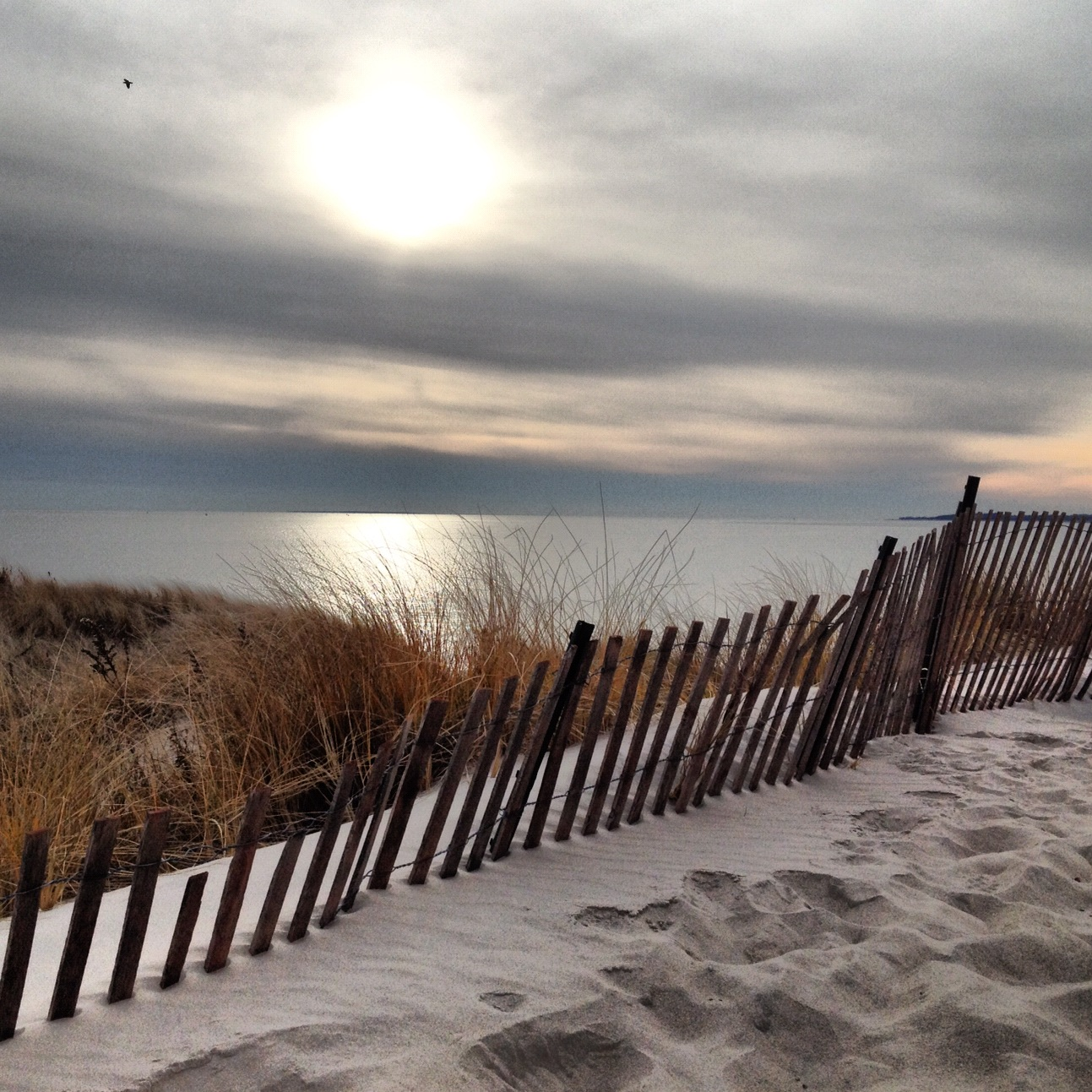
A praia de barreira de Napatree Point

Segundo o The New York Times, a Watch Hill historicamente era o lar de "um seleto grupo de famílias ricas" cujas vidas giravam em torno de "golfe e tênis no Misquamicut Club, banhos e iates no Watch Hill Yacht Club e chá e coquetéis no Ocean". Outros grandes hotéis da House and Watch Hill ". Famílias ricas construíram "chalés" em estilo vitoriano ao longo da península. A vila era conhecida como "uma comunidade um tanto rígida e voltada para a família, em comparação com a brilhante Newport, a outra colônia de verão mais famosa de Rhode Island". Entre os convidados famosos do resort à beira-mar estavam Albert Einstein, Douglas Fairbanks, Douglas Fairbanks, Jr., Groucho Marx, David Niven e Jean Harlow. Stephen Birmingham descreveu Watch Hill como "uma Andorra de Victoriana na costa da Nova Inglaterra".
Por várias gerações, a comunidade manteve a sua atmosfera de "colônia de verão com dinheiro antigo", mesmo com o desenvolvimento das comunidades tradicionais de verão, como Nantucket, Martha's Vineyard e Hamptons. As tradições da Nova Inglaterra são evidentes nos passatempos populares dos seus moradores, como golfe, vela e tênis, bem como nas "famílias multigeracionais que amam a privacidade e escondidas em casas de telhas centenárias", com a maioria sendo transmitida em famílias. por várias gerações.  O New York Times observa que "Watch Hill impressiona os visitantes com um forte senso de privacidade e de riqueza discretamente usada - as casas de veraneio vitorianas descoladas, antiquadas, com torres e de gengibre, com praças e gramados suaves têm pouco em comum com os castelos esmagadores dos muito ricos em Newport, um lugar raramente mencionado em Watch Hill, embora esteja a apenas a 48 quilômetros de distância".
A beira-mar já foi repleta de enormes hotéis vitorianos. No entanto, incêndios e furacões destruíram quase todos durante o século XX. Os dois hotéis restantes são a Ocean House e a Watch Hill Inn; ambos passaram por grandes reformas durante os anos 2000. A Ocean House foi inaugurada originalmente em 1868; foi demolido em 2005, depois completamente reconstruído e reaberto em 2010. Hoje, a Ocean House consiste em quartos de hotel e condomínios. É o único hotel cinco estrelas da Forbes e AAA Five Diamond em Rhode Island e foi descrito pelo The New York Times como um lugar que "evoca outra era, quando as mulheres usavam luvas brancas para chá e golfe era um passatempo novo". Celebridades passaram férias no hotel, incluindo Hugh Jackman e Regis Philbin.
A vila está listada como um local designado pelo censo. O Watch Hill Historic District tem 629
-acre(s) (250 ha) distrito histórico da vila listado no Registro Nacional de Lugares Históricos dos EUA. Como um Distrito dos Bombeiros estatal (1901), a área de Watch Hill está autorizada a tributar os residentes para financiar o seu departamento de bombeiros voluntários, mas a maior parte dos impostos sobre a propriedade vão para a cidade para financiar serviços e escolas municipais.

## Pessoas notáveis
Notáveis atuais e ex-residentes de Watch Hill incluem:
- Taylor Swift, cantora e compositora[13]
- Conan O'Brien, apresentador de televisão[8][14]
- Andrew Mellon (1855–1937), banqueiro, industrial e secretário do Tesouro[7]
- Henry Ford (1863-1947), magnata dos negócios e fundador da Ford Motor
- Clark Gable (1901–1960), ator de cinema
- Rebekah Harkness (1915–1982), herdeira da Standard Oil e fundadora do Harkness Ballet[15]